# Cisterna

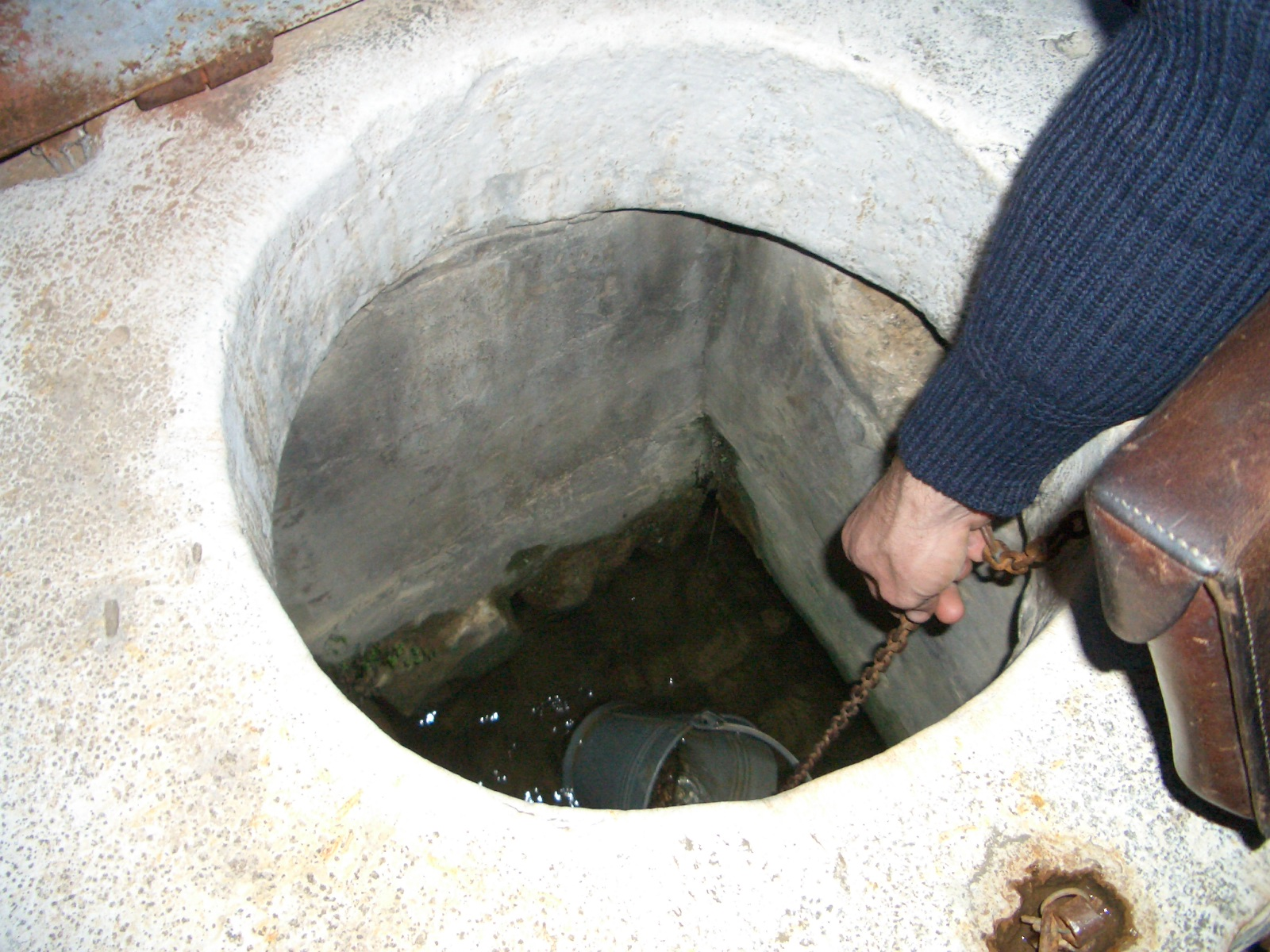
Raccolta dell'acqua da una cisterna

La cisterna (dal latino cista, scatola, ma anche dal greco kistê, contenitore) è un contenitore per i liquidi, ideato prima di tutto per raccogliere l'acqua, ma il cui uso si è successivamente esteso anche ad altri fluidi, per scopi alimentari o tecnologici.

## Storia

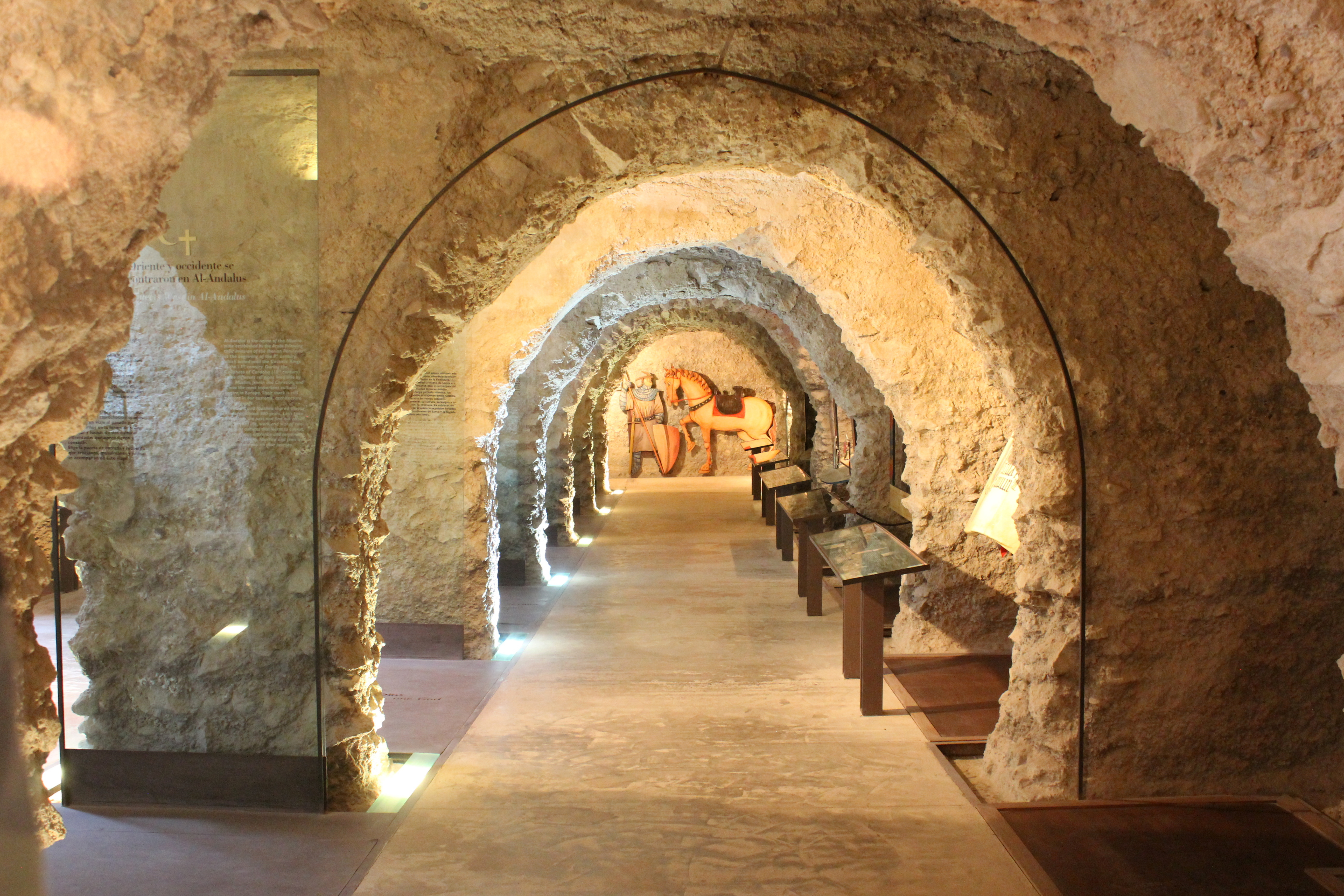
Cisterna medievale al castello di Lorca (ora centro espositivo)

Sin dai tempi più remoti le cisterne hanno ricoperto un ruolo essenziale per la sopravvivenza delle popolazioni, specialmente in regioni prive di corsi d'acqua o invasi naturali perenni che assicurassero agli abitanti la disponibilità costante di questo bene fondamentale per la vita umana.
Esse sono state costruite allo scopo di intercettare e raccogliere le acque piovane per costituire una riserva cui attingere durante l'anno, oppure, nel caso di cisterne localizzate nei pressi di masserie o di frantoi, per il tempo necessario allo svolgimento delle attività produttive.
Poiché gli apporti di acque meteoriche non sono costanti da un anno all'altro, le cisterne assumevano anche la funzione di volano accumulando al loro interno le eccedenze di un anno particolarmente piovoso che andavano a costituire riserva da tenere in serbo (da cui il nome di serbatoi dato a cisterne di medio-piccola capacità) per gli anni più siccitosi, in maniera tale da assicurare una fornitura il più possibile costante nel tempo.
La loro capacità varia da poche decine di litri a migliaia di metri cubi d'acqua.

## Modalità costruttive delle cisterne ad uso potabile

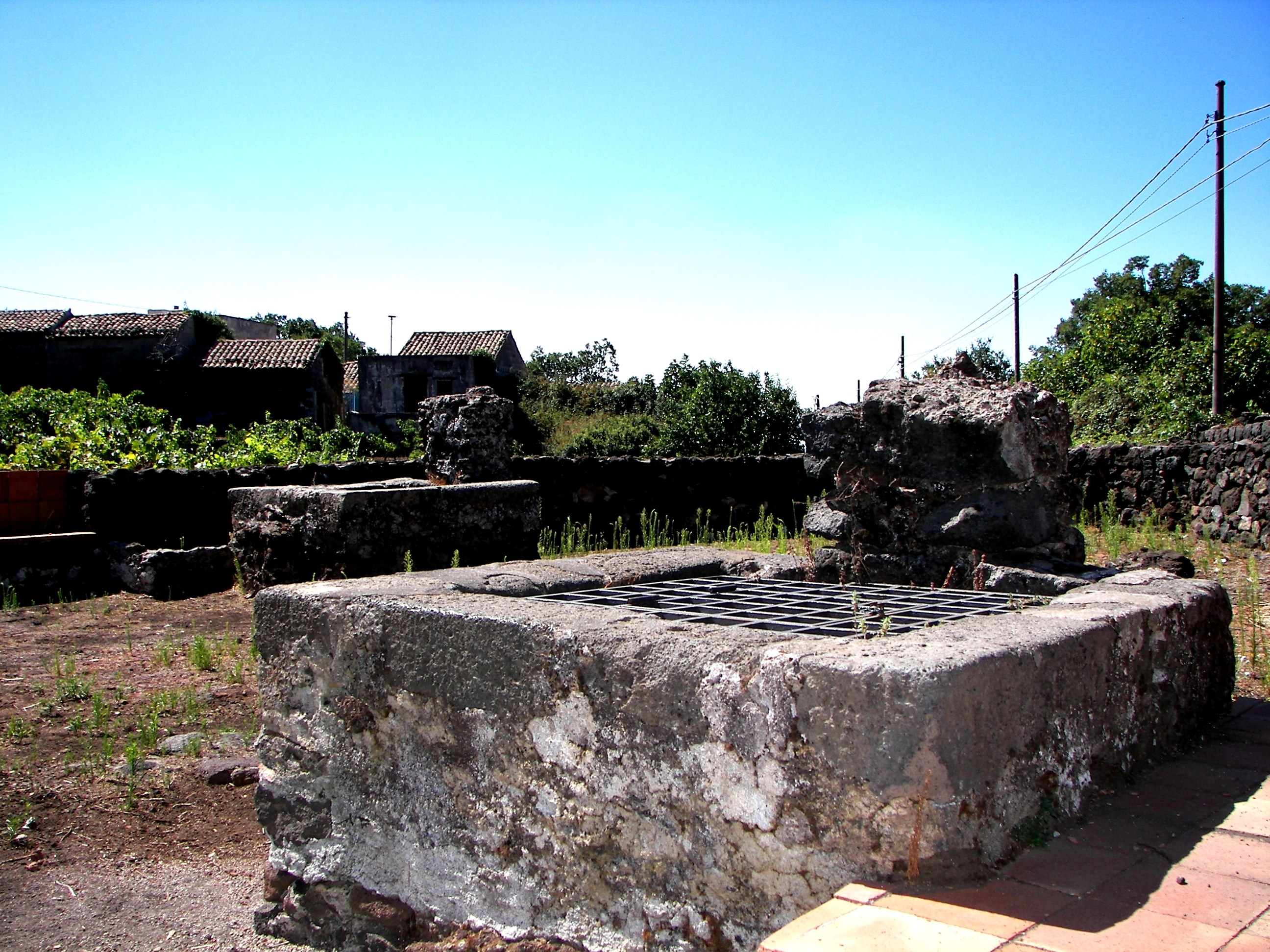
Cisterna d'epoca romana. Contrada Cavaliere Bosco, Santa Maria di Licodia

Le cisterne più antiche, in suoli permeabili quali, ad esempio, quelli calcarenitici, sono costruite a partire da uno scavo nel terreno a forma di bulbo o ampolla, con una piccola apertura alla sommità (allo scopo di limitare il più possibile le inevitabili perdite per evaporazione), tale, però, da consentirne l'accesso per le operazioni di intonacatura, disinfezione e pulizia, ed un allargamento graduale nella parte inferiore per consentire di accumulare il maggior volume utile.
La roccia o il terreno (in presenza, in quest'ultimo caso, di suoli argillosi-sabbiosi) delimitanti i volumi racchiusi da una cisterna devono, quindi, essere resi impermeabili attraverso appositi intonaci idraulici a matrice pozzolanica o calcarea (a seconda della disponibilità fornita dalla natura dei suoli circostanti), al fine di trattenere l'acqua che altrimenti si disperderebbe nel terreno circostante.

## Utilizzo delle cisterne
Le cisterne sono, per definizione, nate per accumulare e conservare nel tempo beni, in genere alimentari, che altrimenti si deteriorerebbero o si disperderebbero inutilmente sul suolo, come l'acqua piovana. Come si evince da quanto detto in precedenza, l'uso potabile è stato, di gran lunga, il principale scopo della creazione delle cisterne, ma non l'unico.
L'acqua veniva accumulata nelle cisterne per essere usata per molteplici scopi, dalla cucina, all'irrigazione, alle operazioni di lavaggio e pulizia domestica in genere, ma, oltre al liquido vitale, le cisterne erano adatte anche a contenere e immagazzinare anche altre derrate alimentari, sia liquide (olio, vino) che solide (grano e cereali in genere, legumi e comunque tutti quei beni che fossero utili, se non necessari per la sopravvivenza di una comunità o del singolo nucleo familiare). Ovviamente le cisterne per le derrate alimentari solide erano di dimensioni molto minori rispetto a quelle necessarie per l'acqua.
Col passare dei secoli, le cisterne si sono evolute ed adattate alle più diverse utilizzazioni, adeguandovisi sia in termini di dimensioni e di materiali usati per realizzarle, sia in termini di sostanze in esse contenute. Soprattutto, con l'avvento della civiltà del petrolio e dell'industria chimica, con la necessità del trasporto dei combustibili e dei prodotti chimici, si sono diffuse le cisterne mobili, su ruote (auto-cisterne) o su rotaie (per il trasporto su ferrovia) oppure galleggianti sulle acque dei mari o fiumi navigabili e degli oceani del mondo quelle ricavate nelle stive delle cosiddette navi-cisterna. Il materiale utilizzato in questi casi è generalmente lamierino di acciaio di spessore opportunamente dimensionato. In taluni casi si tende ad utilizzare anche resine sintetiche o vetroresina, che però, rispetto all'acciaio, accanto a proprietà positive, presentano alcune caratteristiche peggiorative, quale, ad esempio, la maggiore fragilità in caso di urto.